# استنلی کاب
استنلی کاب (انگلیسی: Stanley Cobb؛ ۱۰ دسامبر ۱۸۸۷ – ۲۵ فوریهٔ ۱۹۶۸) روانپزشک، عصب‌پژوه، متخصص اعصاب و جانورشناس اهل ایالات متحده آمریکا بود.
او را می‌توان پدر «روانپزشکی بیولوژیک» در ایالات متحده آمریکا به‌حساب آورد.
استنلی از خردسالی مبتلا به لکنت زبان بود که دوران کودکی و همچنین یادگیری‌اش را تحت تأثیر قرار داده بود. همین موضوع باعث شد تا به‌دنبال رشتهٔ عصب‌شناسی برود تا ریشه‌های این عارضه را دریابد.
استنلی در سال ۱۹۱۱ در دانشکدهٔ هاروارد لیسانس زیست‌شناسی گرفت. سپس در سال ۱۹۱۴ به مدرسه پزشکی هاروارد رفت تا در رشته پزشکی تحصیل کند و بعد، دورهٔ تخصص خود را در دانشکده پزشکی جانز هاپکینز گذراند.
در سال ۱۹۲۲ از او خواستند تا کشف کند چرا گرسنه‌ماندن باعث کمتر شدن حملات صرع می‌شود. استنلی، ویلیام گوردون لنوکس را به‌عنوان دستیارش استخدام و به مدرسه پزشکی هاروارد آورد تا بر روی رژیم غذایی کتوژنیک که به‌نظر می‌رسید در درمان صرع مؤثر باشد، تحقیق کنند. وی در سال ۱۹۲۵، استادتمام رشتهٔ نوروپاتولوژی در هاروارد شد.
استنلی در سال ۱۹۳۰ رئیس بخش اعصاب بیمارستانِ تازه‌تأسیس بوستون شد. سپس در سال ۱۹۳۴ میلادی به بیمارستان عمومی ماساچوست رفت و دپارتمان روانپزشکی آن را پایه‌گذاری کرد.
وقتی کارل گوستاو یونگ در سال ۱۹۳۶ میلادی برای دریافت دکترای افتخاری خود به هاروارد دعوت شد، او نزد استنلی ماند. یونگ کفش‌هایش را بیرون در گذاشته بود تا واکس زده شود و کسی که کفش‌های او را واکس زده بود، استنلی بود.
پس از بازنشستگی، استنلی به عصب‌شناسی پرندگان علاقه‌مند شد. او از مخالفان استفاده از سم ددت بود.
وی در سن ۸۰ سالگی در کمبریج، ماساچوست درگذشت.